# Auto-Carrier Delivery Box
Auto-Carrier Delivery Box Van
В 1904 году братья Веллер организовали компанию Autocar & Accessories Limited и в 1906 году наладили выпуск трехколесных коммерческих автомобилей Auto-Carrier.

## История
В этот раз проект был более удачным модель Auto-Carrier быстро стала популярна. Компании удалось заполучить таких крупных заказчиков как Maple & Co. и Dickens & Jones, крупнейшие магазины Лондона в то время. Дилерская сеть компании Goodyear так же использовала автомобили Autocarrier для доставки шин заказчикам. Владельцами этих машин были и крупные универмаги Harrods и Boots the Chemist. У самого крупного заказчика было больше 70 экземпляров Autocarrier в эксплуатации. Один экземпляр даже служил в армии, в 1914 году на него установили пулемет Lewis и поставили его на вооружение лондонского пулеметного полка.
Всего было выпущено около 1500 экземпляров. Последние экземпляры были выпущены в 1912 году.

## Конструкция
По своей конструкции они были практически велосипедами с 5,6-сильным двигателем воздушного охлаждения с рабочим объемом 631 куб. см. Коробка передач двухступенчатая планетарная. Передняя ось сплошная с полуэллиптическими листовыми рессорами. Заднее колесо одно с двойными эллиптическими листовыми рессорами и механическими тормозами на коробке передач и заднем колесе. Автомобиль был одноместным. Комплектовался керосиновыми фонарями.

## Наши дни
До нашего времени дожило лишь несколько машин, а точнее известно лишь о 7 экземплярах:
Самый известный из них Autocarrier 1912 года (№1683, двигатель №958, регистрационный номер EU 412). На последнем аукционе в 2014 году был продан за $49,500.
До продажи был в коллекции John Moir. Jr. Господин Мойер же купил его у потомков первого владельца.
Восстановлен автомобиль был в мастерских David Steinman из Уэйтсфилда, штат Вермонт. Надпись на грузовом отсеке не оригинальная, а была срисована с одной из фотографий той эпохи.
Сейчас этот Auto-Carrier принадлежит семье Креймер (Pat & Harry Kraemer), которые стали лишь третьими хозяевами автомобиля.
Данный экземпляр имеет богатую выставочную историю:
1998 год - Награда AACA Junior Award 
2001 год – участвовал в Castle Hill d 'Elegance 
2015 – Выиграл несколько наград на Timonium Motorcycle Show (первое место в классе Antique Three Wheeler, Best Antique Show Show) 
2015 год, Март - Bob's BMW Show-Dealer's Choice Award и Best Vintage Motorcycle. 2015 год, Май - первое место на британском и европейском велосипедном дне (British & European Bike Day). 
2015 год, Май – открытие сезона Chasing Classic Cars 
2015 год - второе место в классе на британском Дне автомобиля (British Car Day 2015). 
2015 год, Июль - Лучший европейский велосипед на Gettysburg Bike Week 
2015 год - Первое место на Laurel Lions Club Show. 
2015 год – герой статьи в осеннем выпуске журнала Vintage Bike 
2016 год - Лучший мотоцикл на AOPA W Wheels Show
2017 год – участвовал на показе в Музее автомобильной промышленности Симеоне (Simeone Foundation Automotive Museum) 
Автомобиль находится в городке Джермантаун, Мэриленд

Второй по популярности Auto-Carrier 1911 года (№1673).
В 2013 году был выставлен на аукционе Coys с эстимейтом GBP18,000 - GBP22,000, но не нашел своего покупателя.
В 2009 году был продан на аукционе RM за £22,000
Один из них или еще один экземпляр был продан в 2011 году на аукционе Coys за £10,030.

Третий экземпляр Auto-Carrier 1910 года (шасси №708, двигатель №599, регистрационный номер LE4551) хранится в National Motorcycle Museum в Бирмингеме. Кроме него в Великобритании есть еще несколько экземпляров №367, №695 и №553/917. Причем, как видно из номера, экземпляр №553/917 собран из двух автомобилей.
Еще один экземпляр есть в Австралии, 1908 года. Номер шасси неизвестен, двигатель у него №AW769.
Первым владельцем был геолог из Брокен-Хилл. Тогда они стоили 125 фунтов стерлингов. Позже он работал на винодельне Сеппелтс в долине Баросса. В наше время его остатки нашел Чарльз Смайт и позже продал их Терри и Мари Гиллтрап из Квинсленда. Они и восстановили автомобиль. В 1997 году его продали на аукционе, другому Чарльзу Смайту. Он не смог поместиться за рулем своей покупки и продал его Брюсу Лиону в том же году.
Нынешний владелец, Стивен Дайнс купил автомобиль в апреле 2016 года у вдовы Брюса Лиона. 
Есть в Австралии и экземпляр №695. Больше информации по нему нет.
В Тасмании сохранился экземпляр 1910 года (№400).
Один Autocarrier 1912 года (№1750) переделали в 3-местный Autocarrier Sociable.